# Arturo Arrieta
Arturo Arrieta (Avellaneda, Buenos Aires, 12 de julio de 1911) fue un futbolista argentino que se desempeñaba en la posición de extremo izquierdo. 

## Trayectoria
Arrieta, surgió de las inferiores de Sportivo Barracas. El 5 de abril de 1925 debuta, en la Primera División de Sportivo Barracas, Arturo Arrieta, el mejor wing izquierdo de su época. En 1927 pasa a San Lorenzo de Almagro club con el que conseguiría cuatro títulos, uno de ellos internacional.
Su carrera estuvo marcada por la mala fortuna ya que a partir de 1937, varias veces, tuvo que salir golpeado del campo de juego, e inclusive, en una ocasión se creyó que nunca más volvería a jugar al fútbol. Sin embargo, se recuperó, comenzando en la Reserva de San Lorenzo para luego volver a la Primera. 
Finalmente, debido a sus reiteradas lesiones, decidió abandonar las canchas en 1939.

## Selección nacional
Su debut con la selección fue el 14 de diciembre de 1933 en una victoria 1-0 frente a la selección uruguaya. Entre 1933 y 1935, Arrieta, tuvo 5 apariciones en la selección Argentina, habiendo marcado un único gol en la victoria 4-1 frente a la selección chilena por la Copa América 1935 el 6 de enero de 1935.

## Características
Sin ser insustituible, fue, sin embargo, un verdadero puntal por la eficacia de su juego. Era sobrio en sus características, además nunca estuvo demasiado bien o demasiado mal. Su juego fue una regularidad pasmosa. Siempre resaltó por su velocidad como extremo izquierdo y formó una increíble dupla en ataque con Diego García.

## Clubes
| Club                   | País      | Año       | PJ  | Gol |
| ---------------------- | --------- | --------- | --- | --- |
| Sportivo Barracas      | Argentina | 1925-1926 | ?   | ?   |
| San Lorenzo de Almagro | Argentina | 1927-1939 | 273 | 65  |

## Palmarés

### Torneos nacionales
| Título           | Equipo                 | País      | Año  |
| ---------------- | ---------------------- | --------- | ---- |
| Primera División | San Lorenzo de Almagro | Argentina | 1927 |
| Primera División | San Lorenzo de Almagro | Argentina | 1933 |
| Copa de Honor    | San Lorenzo de Almagro | Argentina | 1936 |

### Torneos internacionales
| Título     | Equipo                 | País    | Año  |
| ---------- | ---------------------- | ------- | ---- |
| Copa Aldao | San Lorenzo de Almagro | Uruguay | 1927 |